# 萬巴爾帕區
13°37′07″S 74°00′13″W / 13.6185°S 74.0035°W
萬巴爾帕區（西班牙語：Distrito de Huambalpa），是秘魯的一個區，位於該國中南部阿亞庫喬大區的比爾卡斯瓦曼省，面積150.8平方公里，海拔高度3,262米，2005年人口2,764，人口密度每平方公里18人。